# Pardosa josemitensis
Pardosa josemitensis este o specie de păianjeni din genul Pardosa, familia Lycosidae. A fost descrisă pentru prima dată de Strand, 1908. Conform Catalogue of Life specia Pardosa josemitensis nu are subspecii cunoscute.